# Jonathan Varane
Jonathan Varane (Lille, Francia, 9 de septiembre de 2001) es un futbolista francés que juega de mediocampista para el Queens Park Rangers Football Club de la EFL Championship de Inglaterra. Es hermano del también futbolista Raphaël Varane.

## Trayectoria
Nacido en Lille, Jonathan se formó en las categorías inferiores del Racing Club de Lens con el que debutó en su filial en la temporada 2020-21. El 18 de mayo de 2021, firmó su primer contrato profesional con el club francés.
El 10 de diciembre de 2021, hizo su debut profesional con el primer equipo del Racing Club de Lens en una derrota por 3-2 en la Ligue 1 ante el Nantes, entrando como suplente en el minuto 90+2.
El 24 de enero de 2022, Varane se incorporó cedido al Rodez AF de la Ligue 2, hasta final de temporada.
El 24 de agosto de 2022, firma por el Real Sporting de Gijón "B" de la Tercera División RFEF y partir del 2023, es ascendido al primer equipo gijonés, manteniendo su ficha en el equipo filial. Tras una buena campaña con el primer equipo se incorpora al mismo definitivamente, firmando un contrato hasta 2027, si bien sufrió una importante lesión que le apartaría de la titularidad, planteándose un cambio de equipo tras recibir varias ofertas en el mercado invernal.